# Curt Hoppe-Camphausen
Curt Hoppe-Camphausen (* 11. April 1877 in Düsseldorf; † 1947) war ein deutscher Historien-, Porträt-, Tier-, Stillleben- und Landschaftsmaler sowie Zeichner der Düsseldorfer Schule.

## Leben
Hoppe-Camphausen, Sohn des Landschaftsmalers Ferdinand Hoppe und dessen Ehefrau Elise Anna, geborene Camphausen (* 1848), wuchs in Düsseldorf auf. Als Junge besuchte er oft das Atelier seines Großvaters, des Schlachtenmalers Wilhelm Camphausen. In den Jahren 1896 bis 1906 studierte er Malerei an der Kunstakademie Düsseldorf. Dort war er Meisterschüler von Peter Janssen dem Älteren. Hoppe-Camphausen lebte in Düsseldorf, wo er Mitglied des Künstlervereins Malkasten wurde. Ab 1904 war er auf Ausstellungen vertreten, 1943 in der Großen Deutschen Kunstausstellung im Haus der Deutschen Kunst in München.

## Werke (Auswahl)
- Die Phoenixhalle, Schadowplatz 3–5, um 1903
- Tod Friedrichs des Großen, 1905
- Aufbahrung von Peter Janssen, 1908
- Andreas Achenbach auf dem Totenbett, 1910
- Der Malkasten im Trauerschmuck für Andreas Achenbach, 1910[4]
- Friedrich der Große am Schreibtisch, 1912
- Der Verwundete, 1922/1923